# Itanium 2

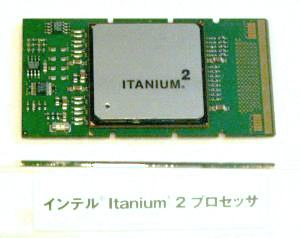
Itanium 2

Itanium 2 – procesor klasy IA-64 produkowany przez firmę Intel będący następcą jednostki serwerowej Itanium. Podobnie jak poprzednik oparty został na architekturze IA-64. Zastosowana w nim technologia EPIC, będąca rozwinięciem technologii RISC, przekazuje kontrolę nad równoległym przetwarzaniem instrukcji oraz zarządzanie jednostkami wykonawczymi kompilatorowi programu. Dzięki temu zaawansowany programista jest w stanie napisać aplikację wykorzystującą w pełni zasoby sprzętowe mikroprocesora.
Procesor został wyposażony w 12 potoków wykonawczych, od 1,5 do 32 MB pamięci cache trzeciego poziomu (L3) oraz zegar z zakresu 1,0 – 2,53 GHz. W stosunku do poprzednika poszerzona została również magistrala danych (z 64 do 2x128 bitów) dzięki czemu zwiększyła się przepustowość między pamięcią a procesorem.
Na komputerach z procesorami Itanium pracują systemy operacyjne HP-UX (również w wersji PA-RISC, dzięki opracowanemu przez firmę Hewlett-Packard interpreterowi ARIES), Windows Server 2008, OpenVMS, NonStop OS, Bull GCOS, NEC ACOS, FreeBSD oraz linuksowe (Red Hat Enterprise Linux i SUSE).

## Procesory Intel Itanium
Rozwój procesorów Itanium zapoczątkował model Merced, który był w zasadzie procesorem koncepcyjnym. Następny procesor – McKinley posiadał znacząco usprawnioną architekturę pamięci, dzięki czemu stanowił rozwiązanie konkurencyjne dla obecnych na rynku procesorów. Madison, dzięki przejściu na technologię 130 nm, posiadał odpowiednio dużo pamięci podręcznej dla znaczącej poprawy wydajności. Montecito wyprodukowany w procesie 90 nm i architekturze dual-core znacząco zwiększył wydajność na jednostkę mocy. Montvale dodał 3 nowe cechy: core-level lockstep, demand-based switching oraz magistralę Front-side bus o częstotliwości taktowania 667 MHz. Procesor Tukwila mógł obsługiwać większą ilość pamięci, miał zaimplementowaną nową architekturę Intel QuickPath Interconnect (QPI) oraz wbudowane kontrolery pamięci, co znacząco poprawiło wydajność układu. Poulson, dzięki wykonaniu w technologii 32 nm, posiada znacząco zwiększoną częstotliwości taktowania zegara oraz współdzieloną pamięć podręczną co pozwoliło uzyskać ponad 2,5 krotny wzrost wydajności w stosunku do procesora Tukwila. Na rok 2014 Intel zapowiedział wypuszczenie kolejnej generacji procesora Itanium o kodowej nazwie Kittson.
| Nazwa kodowa          | Technologia | Dostępność | Zegar         | L2 Cache/ rdzeń        | L3 Cache/ procesor | Magistrala                   | układów/ procesor | rdzeni/ układ | watów/ procesor | Komentarz |
| Itanium               | Itanium     | Itanium    | Itanium       | Itanium                | Itanium            | Itanium                      | Itanium           | Itanium       | Itanium         | Itanium |
| --------------------- | ----------- | ---------- | ------------- | ---------------------- | ------------------ | ---------------------------- | ----------------- | ------------- | --------------- | --- |
| Mercedes              | 180nm       | 2001-06    | 733 MHz       | 96 KB                  | brak               | 266 MHz                      | 1                 | 1             | 116             | 2 MB off-die L3 cache |
| Mercedes              | 180nm       | 2001-06    | 800 MHz       | 96 KB                  | brak               | 266 MHz                      | 1                 | 1             | 130             | 4 MB off-die L3 cache |
| Itanium 2             |             |            |               |                        |                    |                              |                   |               |                 | |
| McKinley              | 180nm       | 2002-07-08 | 900 MHz       | 256 KB                 | 1.5 MB             | 400 MHz                      | 1                 | 1             | 130             | HW branchlong |
| McKinley              | 180nm       | 2002-07-08 | 1 GHz         | 256 KB                 | 3 MB               | 400 MHz                      | 1                 | 1             | 130             | HW branchlong |
| Madison               | 130nm       | 2003-06-30 | 1.3 GHz       | 256 KB                 | 3 MB               | 400 MHz                      | 1                 | 1             | 130             | |
| Madison               | 130nm       | 2003-06-30 | 1.4 GHz       | 256 KB                 | 4 MB               | 400 MHz                      | 1                 | 1             | 130             | |
| Madison               | 130nm       | 2003-06-30 | 1.5 GHz       | 256 KB                 | 6 MB               | 400 MHz                      | 1                 | 1             | 130             | |
| Madison               | 130nm       | 2003-09-08 | 1.4 GHz       | 256 KB                 | 1.5 MB             | 400 MHz                      | 1                 | 1             | 130             | |
| Madison               | 130nm       | 2004-04    | 1.4 GHz       | 256 KB                 | 3 MB               | 400 MHz                      | 1                 | 1             | 130             | |
| Madison               | 130nm       | 2004-04    | 1.6 GHz       | 256 KB                 | 3 MB               | 400 MHz                      | 1                 | 1             | 130             | |
| Deerfield             | 130nm       | 2003-09-08 | 1.0 GHz       | 256 KB                 | 1.5 MB             | 400 MHz                      | 1                 | 1             | 62              | Low voltage |
| Hondo                 | 130nm       | 2004-Q1    | 1.1 GHz       | 256 KB                 | 4 MB               | 400 MHz                      | 2                 | 1             | 260             | 32 MB L4 |
| Fanwood               | 130nm       | 2004-11-08 | 1.6 GHz       | 256 KB                 | 3 MB               | 533 MHz                      | 1                 | 1             | 130             | |
| Fanwood               | 130nm       | 2004-11-08 | 1.3 GHz       | 256 KB                 | 3 MB               | 400 MHz                      | 1                 | 1             | 62?             | Low voltage |
| Madison               | 130nm       | 2004-11-08 | 1.6 GHz       | 256 KB                 | 9 MB               | 400 MHz                      | 1                 | 1             | 130             | |
| Madison               | 130nm       | 2005-07-05 | 1.67 GHz      | 256 KB                 | 6 MB               | 667 MHz                      | 1                 | 1             | 130             | |
| Madison               | 130nm       | 2005-07-18 | 1.67 GHz      | 256 KB                 | 9 MB               | 667 MHz                      | 1                 | 1             | 130             | |
| Itanium 2 9000 series |             |            |               |                        |                    |                              |                   |               |                 | |
| Montecito             | 90nm        | 2006-07-18 | 1.4 GHz       | 256 KB (D)+ 1 MB (I)   | 6–24 MB            | 400 MHz                      | 1                 | 2             | 104             | Virtualization, Multithread, no HW IA-32                                                                                  |
| Montecito             | 90nm        | 2006-07-18 | 1.6 GHz       | 256 KB (D)+ 1 MB (I)   | 6–24 MB            | 533 MHz                      | 1                 | 2             | 104             | Virtualization, Multithread, no HW IA-32                                                                                  |
| Itanium 2 9100 series |             |            |               |                        |                    |                              |                   |               |                 | |
| Montvale              | 90nm        | 2007-10-31 | 1.42–1.66 GHz | 256 KB (D)+ 1 MB (I)   | 8–24 MB            | 400–667 MHz                  | 1                 | 1–2           | 75–104          | Core-level lockstep, demand-based switching                                                                               |
| Itanium 9300 series   |             |            |               |                        |                    |                              |                   |               |                 | |
| Tukwila               | 65nm        | 2010-02-08 | 1.33-1.73 GHz | 256 KB (D)+ 512 KB (I) | 10–24 MB           | QPI with a speed of 4.8 GT/s | 1                 | 2–4           | 130–185         | Nowa szyna międzyprocesorowa – Intel QuickPath Interconnect – QPI zastąpiła Front-side bus – FSB. Turbo Boost             |
| Itanium 9500 series   |             |            |               |                        |                    |                              |                   |               |                 | |
| Poulson               | 32nm        | 2012-11-08 | 1.73-2.53 GHz | 256 KB (D)+ 512 KB (I) | 20-32 MB           | QPI with a speed of 6.4 GT/s | 1                 | 4-8           | 130–170         | Zwiększona ilość rozkazów wykonywana w jednym takcie z 6 do 12, Instruction Replay technology, Dual-domain hyperthreading |